# Koidu (Haapsalu)
Koidu is een plaats in de Estlandse gemeente Haapsalu, provincie Läänemaa. De plaats heeft de status van dorp (Estisch: küla).
Tot in oktober 2017 behoorde Koidu tot de gemeente Ridala. In die maand werd Ridala samengevoegd met de stad Haapsalu tot de gemeente Haapsalu.

## Bevolking
Het dorp had 10 inwoners op 31 december 2011 en 12 inwoners op 31 december 2021.